# Звуковая карта

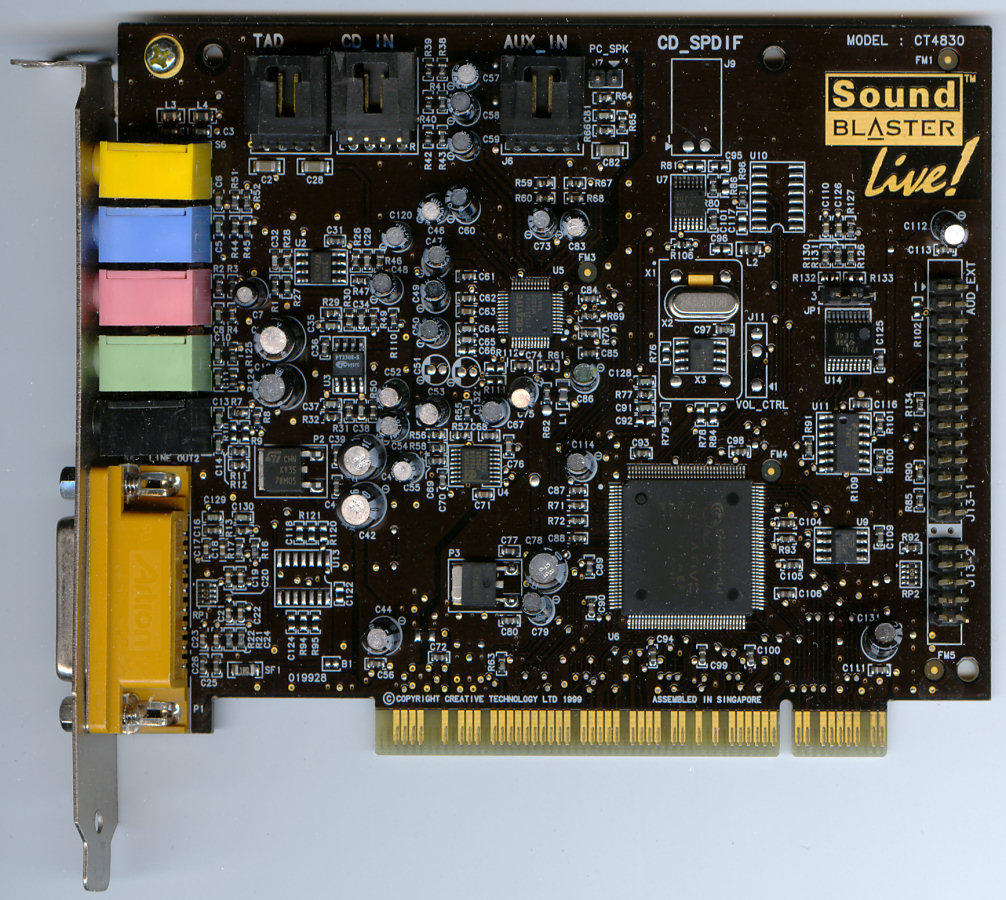
Звуковая плата Creative Labs Sound Blaster Live!

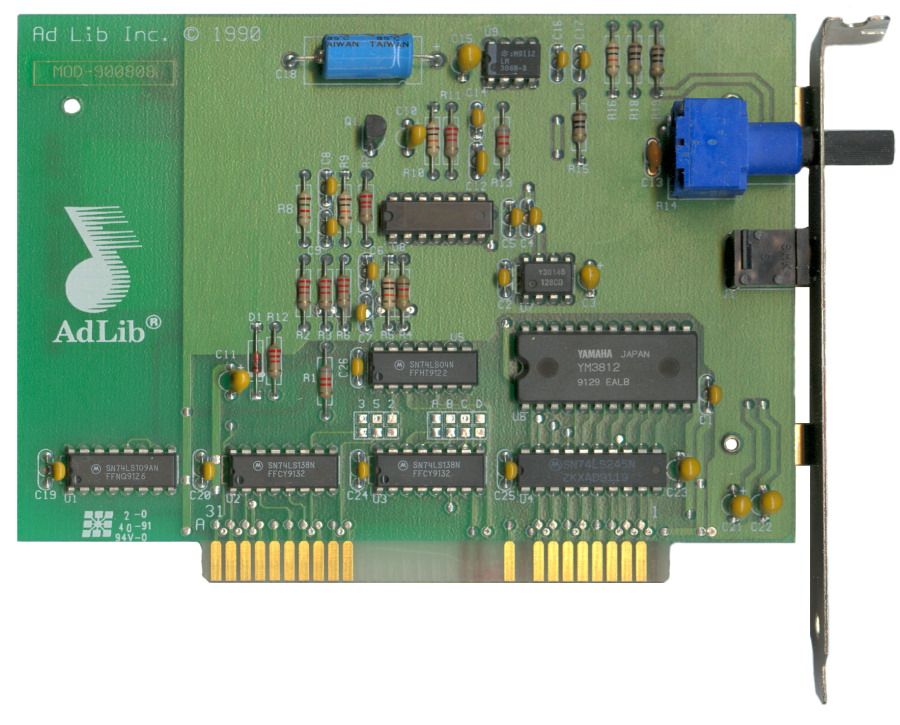
Звуковая плата AdLib

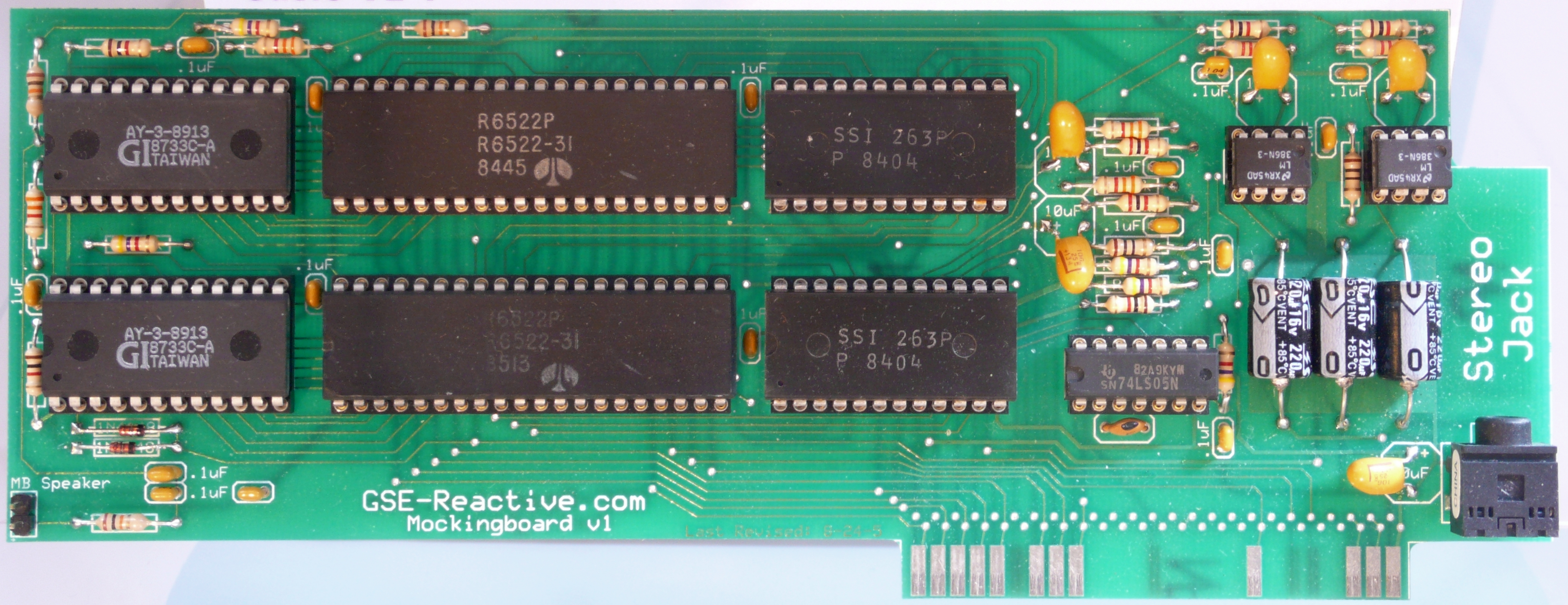
Звуковая плата Mockingboard V1. Компьютеры Apple II, 1981 год

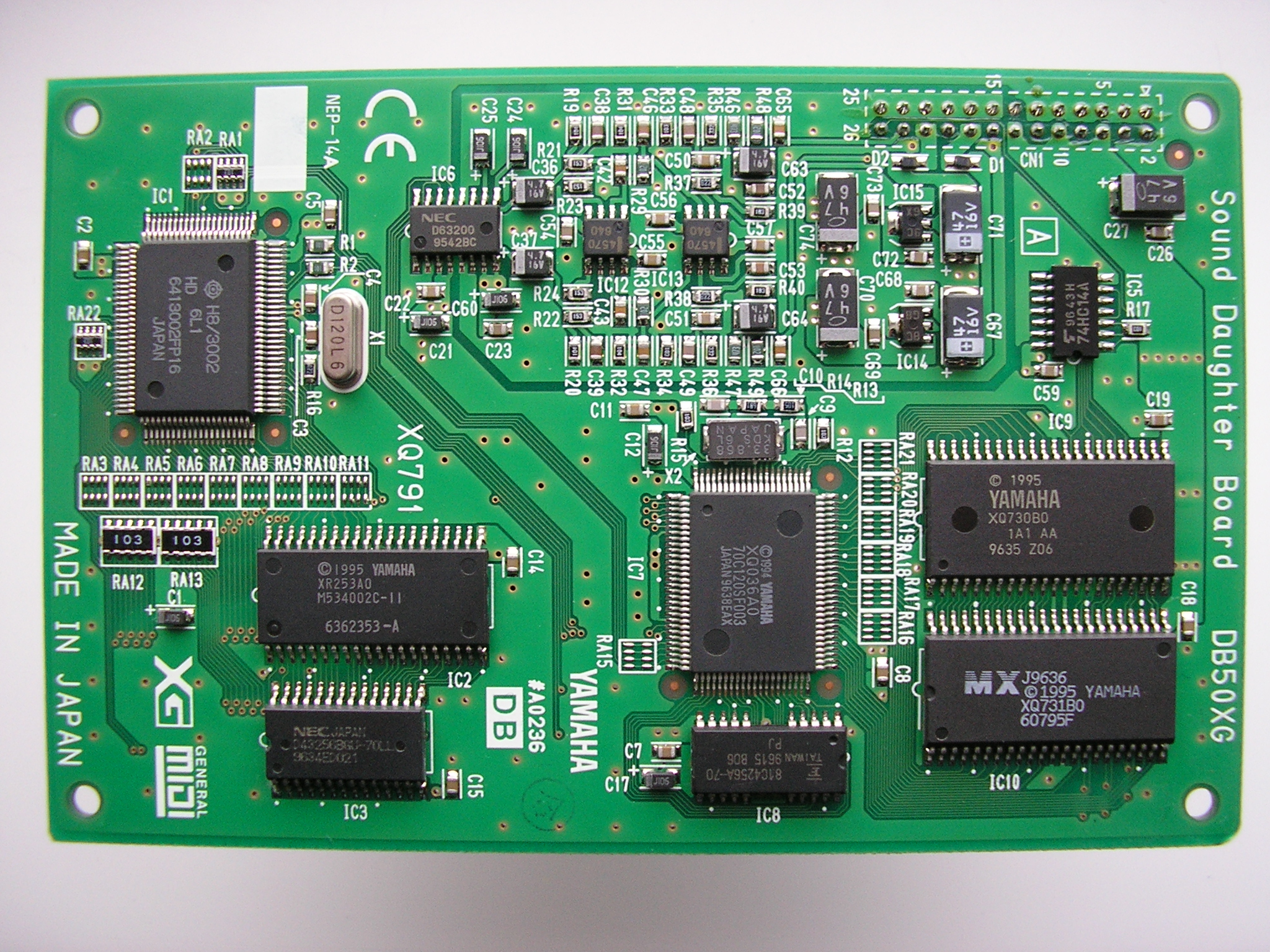
Дочерняя плата волнового синтеза Yamaha DB50XG. 1995 год

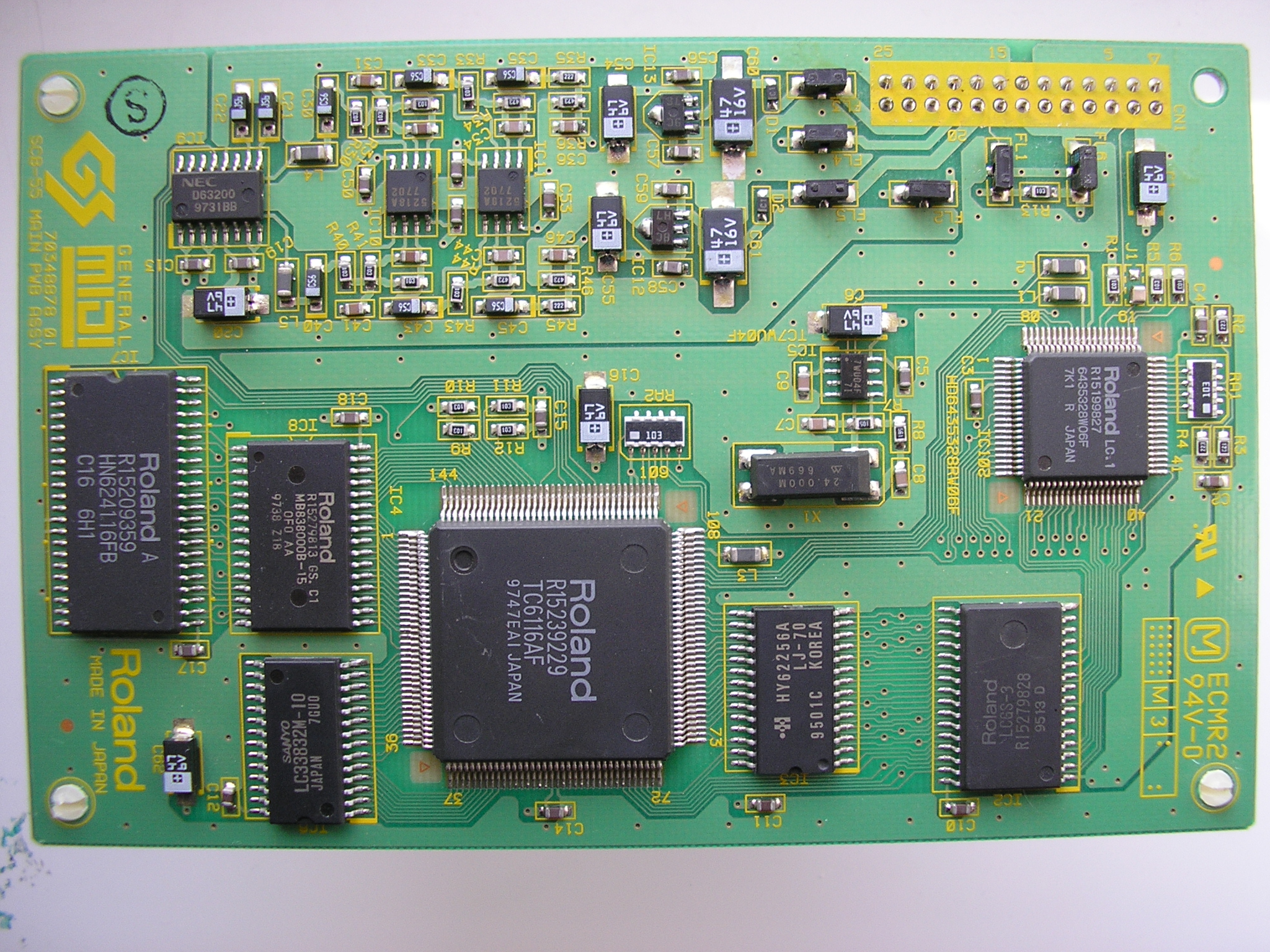
Дочерняя плата волнового синтеза Roland SCB-55

Звуковая карта (звуковая плата, аудиокарта; англ. sound card) — дополнительное оборудование персонального компьютера и ноутбука, позволяющее обрабатывать звук (выводить на акустические системы и/или записывать). На момент появления звуковые платы представляли собой отдельные карты расширения, устанавливаемые в соответствующий слот. В современных материнских платах представлены в виде интегрированного в материнскую плату аппаратного кодека (согласно спецификации Intel AC’97 или Intel HD Audio).
Под названием «Звуковая карта» в разное время продавались разные звуковоспроизводящие устройства и их комбинации, выполняющие:
- синтез музыки и звуковых эффектов различными способами (напр. FM-синтез, MIDI, проприентарные звукогенераторы)
- воспроизведение оцифрованного звука (ЦАП)
- микширование звука от различных источников (включая спикер)
- оцифровку (запись) звука (АЦП; как из внешних источников, так и собственного звука в режиме «дуплекса»)
- Игровой порт/порт MIDI
- интерфейсы к ранним CD-ROM, включая ATA

Синтез музыки и эффектов был одним из первых и основных методов озвучания игр первых PC, потому что выдавал качественный звук при значительно меньших затратах ресурсов компьютера (производительности процессора, объема памяти и диска) чем воспроизведение оцифрованного звука.
Так ранние устройства — Adlib Music Synthesizer Card, Creative Music System/Game Blaster и Covox Sound Master (не путать с Covox Speech Thing) были чистыми синтезаторами. А Covox Speech Thing и Disney Sound Source — наоборот, были чистыми ЦАП. Более поздние же популярные устройства, например Creative Sound Blaster и Gravis Ultrasound почти с первых моделей были смесью из синтезаторов, ЦАП/АЦП и микшера.
C ростом производительности PC упор все больше делался на наиболее гибкий и универсальный оцифрованный звук (например в рамках идей Мультимедиа-компьютера), и уже стандарт AC'97 для встроенных звуковых карт не подразумевает никакого синтеза, только воспроизведение/оцифровку звука и микширование.

## История звуковых карт для IBM PC
Поскольку IBM PC проектировался не как мультимедийная машина, а инструмент для решения научных и деловых задач, звуковая карта на нём не была предусмотрена и даже не запланирована. Единственный звук, который издавал компьютер, был звук встроенного динамика, сообщавший о неисправностях. (На компьютерах фирмы Apple звук присутствовал изначально.)
В 1986 году в продажу поступило устройство Speech Thing фирмы Covox Inc (известное также как просто «Covox»). Оно присоединялось к принтерному порту IBM PC и позволяло воспроизводить монофонический цифровой звук. Пожалуй, Covox можно считать первой внешней звуковой платой. Covox был очень дёшев и прост по устройству (практически простейший резистивный ЦАП) и оставался популярным в течение 90-х годов. Появилось большое количество модификаций, в том числе — для воспроизведения стереофонического звучания.
В 1988 году фирма Creative Labs выпустила Creative Music System (С/MS, позднее также продавалась под названием Game Blaster) на основе двух микросхем звукогенератора Philips SAA 1099, каждая из которых могла воспроизводить по 6 тонов одновременно. Примерно в это же время компания AdLib выпустила свою карту, одноимённую с названием фирмы, на основе микросхемы YM3812 фирмы Yamaha. Данный синтезатор для генерации звука использовал принцип частотной модуляции (FM, frequency modulation). Данный принцип позволял получить более естественное звучание инструментов, чем у Game Blaster.
Вскоре Creative выпустили карту на той же микросхеме, полностью совместимую с AdLib, но превосходящую её по качеству звучания. Эта плата стала основой стандарта Sound Blaster, который в 1991 году Microsoft включила в стандарт Multimedia PC (MPC). Однако эти карты имели ряд недостатков: искусственное звучание инструментов и большие объёмы файлов, одна минута качества AUDIO-CD занимала порядка 10 Мегабайт.
Одним из методов сокращения объёмов, занимаемых музыкой, является MIDI (Musical Instrument Digital Interface) — способ записи команд, посылаемых инструментам. MIDI-файл (обычно это файл с расширением mid) содержит ссылки на ноты. Когда MIDI-совместимая звуковая карта получает эту ссылку, она ищет необходимый звук в таблице (Wave Table). Стандарт General MIDI описывает около 200 звуков. Карты, поддерживающие этот стандарт, обычно имеют память, в которой хранятся звуки, либо используют для этого память компьютера. Одной из первых wavetables-карт была Gravis Ultrasound, получившая в России прозвище «Гусь» (от сокращённого названия GUS). Creative, стремясь упрочить своё положение на рынке, выпустила собственный звуковой процессор EMU8000 (EMU8K) и музыкальную плату на его основе Sound Blaster AWE32, которая была, несомненно, лучшей картой того времени. «32» — это количество голосов MIDI-синтезатора в карточке.
С возрастанием мощности процессоров, постепенно стала отмирать шина ISA, на которой работали все предыдущие звуковые карты, и многие производители переключились на выпуск карты для шины PCI. В 1998 году компания Creative вновь делает широкий шаг в развитии звука и выпуском карты Sound Blaster Live! на аудиопроцессоре EMU10K, который поддерживал технологию EAX, устанавливает новый стандарт для IBM PC, который остаётся (в усовершенствованном виде) актуален и по сей день.

## Интегрированная аудиоподсистема

### AC’97
AC’97 (сокращенно от англ. audio codec '97) — это стандарт для аудиокодеков, разработанный подразделением Intel Architecture Labs компании Intel в 1997 г. Этот стандарт используется в основном в системных платах, модемах, звуковых картах и корпусах с аудиорешением передней панели. AC’97 поддерживает частоту дискретизации 96 кГц при использовании 20-разрядного стереоразрешения и 48 кГц при использовании 20-разрядного стерео для многоканальной записи и воспроизведения.
AC’97 состоит из встроенного в южный мост чипсета хост-контроллера и расположенного на плате аудиокодека. Хост-контроллер (он же цифровой контроллер, DC’97; англ. digit controller) отвечает за обмен цифровыми данными между системной шиной и аналоговым кодеком. Аналоговый кодек — это небольшой чип (4×4 мм, корпус TSOP, 48 выводов), который осуществляет аналогоцифровое и цифроаналоговое преобразования в режиме программной передачи или по DMA. Состоит из узла, непосредственно выполняющего преобразования — АЦП/ЦАП (аналоговоцифровой преобразователь / цифроаналоговый преобразователь; англ. analog digital converter / digital analog converter, сокр. ADC/DAC). От качества применяемого АЦП/ЦАП во многом зависит качество оцифровки и декодирования цифрового звука.

### HD Audio
HD Audio (от англ. high definition audio — звук высокой чёткости) является эволюционным продолжением спецификации AC’97, предложенным компанией Intel в 2004 году, обеспечивающим воспроизведение большего количества каналов с более высоким качеством звука, чем при использовании интегрированных аудиокодеков AC’97. Аппаратные средства, основанные на HD Audio, поддерживают 24-разрядное качество звучания (до 192 кГц в стереорежиме, до 96 кГц в многоканальном режимах — до 8 каналов).
Формфактор кодеков и передачи информации между их элементами остался прежним. Изменилось только качество микросхем и подход к обработке звука.

### Сравнение спецификаций
| AC '97                                                    | HD Audio                                                  | Преимущество HD Audio |
| --------------------------------------------------------- | --------------------------------------------------------- | --- |
| 20 бит 96 кГц максимум                                    | 24 бит 192 кГц максимум                                   | Полноценная поддержка новых форматов, таких, как DVD-Audio |
| 2.0                                                       | 5.1/7.1                                                   | Полноценная поддержка новых форматов, таких, как Dolby Digital Surround EX, DTS ES                                                                                     |
| Полоса пропускания 11,5 Мб/с                              | 48 Мб/с выход, 24 Мб/с вход                               | Более широкая полоса пропускания позволяет использовать большее число каналов в более детальных форматах                                                               |
| Фиксированная полоса пропускания                          | Задаваемая полоса пропускания                             | Используются только необходимые ресурсы |
| Определённый канал DMA                                    | DMA каналы общего назначения                              | Поддержка многопоточности и нескольких подобных устройств |
| Одно звуковое устройство в системе                        | Несколько логических звуковых устройств                   | Поддержка концепции Digital Home / Digital Office, вывод разных звуков на разные выводы для мультирумных возможностей и отдельного голосового чата во время онлайн-игр |
| Опорная частота задаётся извне, основным кодеком          | Опорная частота берётся от чипсета                        | Единый высококачественный задающий генератор для синхронизации |
| Стабильность работы зависит от стороннего ПО третьих фирм | Универсальная архитектура звукового драйвера от Microsoft | Единый драйвер для большей стабильности OS и базовой функциональности, не требуется специальная установка драйверов                                                    |
| Ограниченное автоопределение и переопределение            | Полное автоопределение и переопределение                  | Полная поддержка Plug and Play |
| Стереомикрофон или 2 микрофона                            | Поддержка массива из 16 микрофонов, максимум              | Более точные ввод и распознавание речи |

## Внешняя звуковая карта

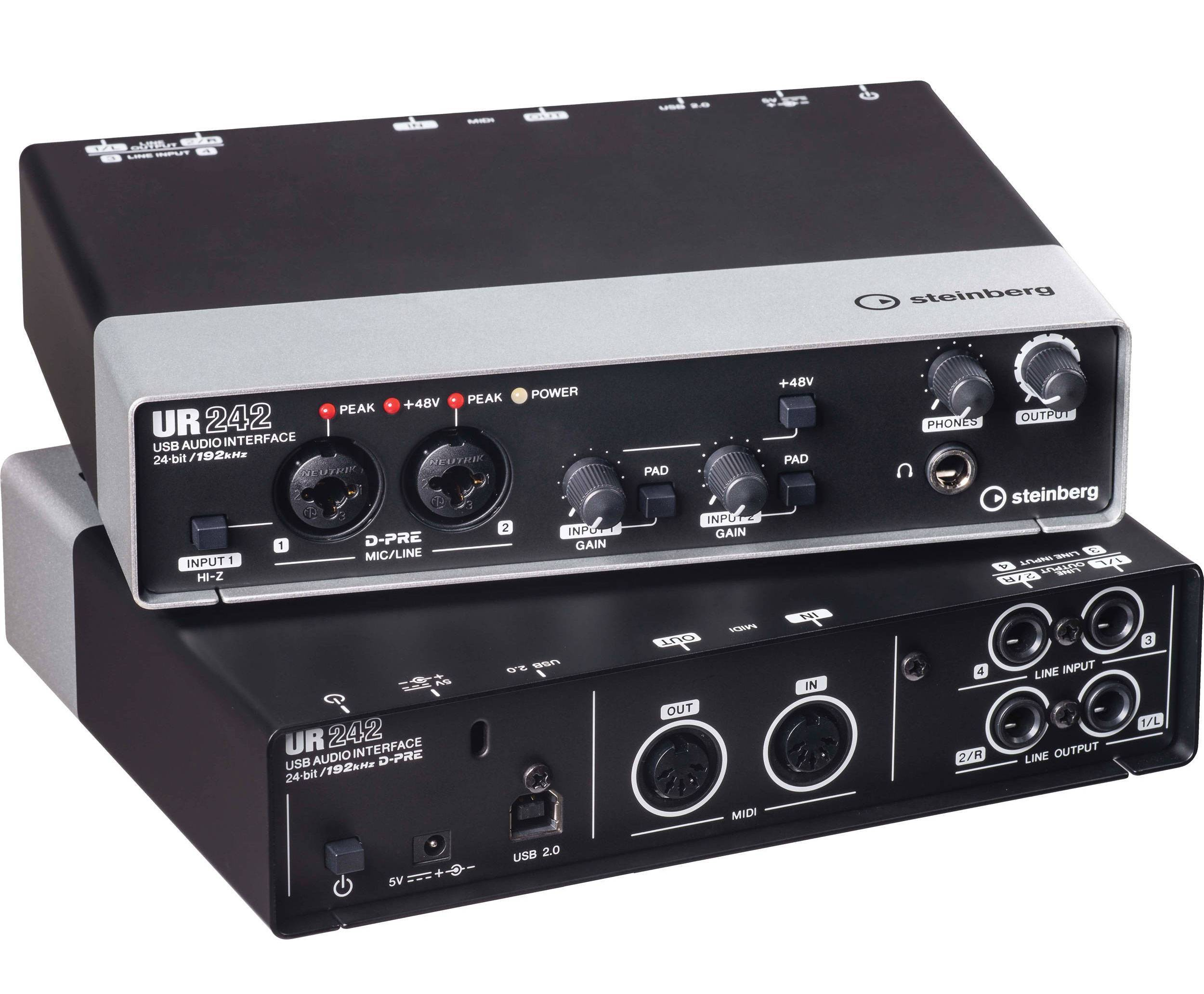
Внешняя звуковая карта Steinberg-UR242

Внешняя звуковая карта выполняет те же функции, что и интегрированная или внутренняя, но с возможностью быстрого подключения к любому компьютеру, включая не имеющие слота расширения. Обычно представляет собой выносной бокс с подключением по USB-кабелю к компьютеру. Аудиоразъёмы (входы и выходы) обычно расположены на лицевой и задней стороне звуковой карты, а регуляторы — на лицевой стороне.

## Основные производители
- Behringer,
- Creative Labs,
- ASUS,
- C-Media[англ.],
- Diamond Multimedia[англ.],
- ESI Audiotechnik GmbH,
- ESS Technology (сейчас только микросхемы ЦАП/АЦП),
- KYE Systems (Genius),
- M-Audio,
- Realtek,
- Turtle Beach Systems,
- Yamaha Media Technology,
- VIA Technologies,
- Focusrite,
- Steinberg.